# Percy Jackson e gli dei dell'Olimpo - Le storie segrete
Percy Jackson e gli dei dell'Olimpo - Le storie segrete è una raccolta di racconti fantasy per ragazzi di Rick Riordan, pubblicata dalla Mondadori il 30 giugno 2015. La raccolta contiene tutti i crossover che hanno come protagonisti Percy Jackson e Annabeth Chase, dalla serie Percy Jackson e gli dei dell'Olimpo, e Carter e Sadie Kane, dalla serie The Kane Chronicles.
Il libro è composto da tre racconti pubblicati prima individualmente e poi come antologia nel 2016:
- Il figlio di Sobek (The Son of Sobek) 2013
- Lo scettro di Serapide (The Staff of Serapis) 2014
- La corona di Tolomeo (The Crown of Ptolemy) 2015

I racconti si collocano temporalmente a seguito della saga Percy Jackson e gli eroi dell'Olimpo.

## Trama

### Il figlio di Sobek
Il racconto si apre con la presentazione di Carter Kane, che narra la storia in prima persona. Immerso fino alle ginocchia nel fango di una palude vicino alla Montauk Highway, Carter è sulle tracce di un mostro che ha creato scompiglio tra la fauna di Long Island, ma appena lo trova rimane pietrificato dalla paura. Il mostro è infatti un coccodrillo; Carter lo identifica come un petsuchos, cioè un figlio del dio egizio Sobek. Il coccodrillo inghiotte Carter, che però viene salvato da Percy Jackson, comparso dal nulla proprio in quel momento.
L'incontro tra Carter e Percy desta molte perplessità in entrambi, poiché nessuno dei due immaginava che esistessero molteplici divinità appartenenti a diverse religioni e altrettanti semidei. Inizialmente i due si scagliano l'uno contro l'altro, ma decidono subito dopo di accettare una tregua per fronteggiare il coccodrillo. Dopo aver sconfitto il petsuchos, nonostante l'originaria diffidenza, Carter comprende che la presenza del mostro non era casuale, ma era un esperimento del mago Setne.
Presagendo una battaglia imminente, Carter disegna un geroglifico sulla mano destra di Percy: se Percy avrà bisogno di aiuto, gli basterà pronunciare il nome dell'amico per chiamarlo.

### Lo scettro di Serapide
Annabeth Chase si trova in giro per Manhattan e ha in programma di passare la serata con Percy, ma la vista di un mostro bizzarro - un leone e un lupo attaccati lungo il corpo, che si trascinano dietro un guscio di paguro - che sembra ignorarla la rende sospettosa e la convince a seguirlo. Il mostro sale su un treno della metropolitana con la ragazza alle calcagna e, una volta a bordo, emette un verso tanto stridulo da infrangere i finestrini e che fa svenire tutti i passeggeri mortali. Annabeth, trovandosi in svantaggio e disarmata, analizza la situazione e comprende che il mostro, così male assortito, è in cerca della terza testa (tre è un numero potente per la mitologia greca). Inoltre, sulla conchiglia del mostro sono comparse delle lettere greche e dei geroglifici egizi, che diventano di un rosso sempre più luminoso. Il treno si ferma alla stazione di Brooklyn, dove una ragazza sta combattendo con un bastone contro un labrador retriever nero, che Annabeth riconosce come la parte mancante del mostro. La ragazza e il labrador salgono sul treno continuando a combattere. Annabeth osserva la scena stupita, e un lampo di luce le fa perdere i sensi.
Annabeth si risveglia sulla Rockaway Beach in compagnia della ragazza, che si presenta col nome di Sadie Kane: è una maga della Casa della Vita, sorella di Carter. Le due capiscono che il mostro in realtà è uno scettro in cerca del suo padrone, il dio Serapide. Costui aveva intenzione di costruire una colonna per attirare Zeus e Osiride per rubare i loro poteri, ma viene sconfitto grazie all'azione combinata delle due giovani, che infrangono lo scettro, che era la rappresentazione del futuro. Prima di scomparire, Serapide afferma di essere stato riportato in vita da Setne.
In seguito, Annabeth e Sadie si salutano come amiche, scambiandosi il numero di telefono per rimanere in contatto.

### La corona di Tolomeo
La vicenda si apre con il tentativo di Percy e Annabeth di contattare Carter e Sadie: i due semidei si trovavano bloccati su Governors Island, accerchiati da un gruppo di serpenti alati e da un uomo, Setne, che stava eseguendo un rito magico, nel bel mezzo di un uragano.
Benché si sia accorto della presenza dei due ragazzi, Setne continua il rito; evoca la regina dei cobra, Uadjet: una dea con il corpo di cobra e il volto di donna, che il mago deruba della propria corona consumandone l'essenza, dopo essersi fatto un selfie con lei. Così Setne riesce ad impossessarsi dei poteri del Basso Egitto. Successivamente, compaiono Sadie e Carter, i quali permettono a Percy e Annabeth di conquistare un po' di tempo per nascondersi.
I quattro, riuniti, studiano la situazione e comprendono che Setne era intenzionato a rubare l'altra corona, quella dell'alto Egitto, appartenuta a Nekhbet, per terminare il rituale e diventare un dio immortale. L'unico modo per sconfiggerlo, è unire le armi greche con quelle egizie, poiché il mago si è dimostrato immune alla magia di una singola religione: Percy prova ad impugnare un'arma egizia, che nelle sue mani si trasforma in un kopis (la versione greca del khopesh egizio), mentre Carter presta la propria khopesh ad Annabeth, la quale dà a Sadie una pergamena con delle scritte in greco che sarebbero esplose nel momento in cui la giovane maga le avrebbe pronunciate.
I ragazzi tornano così alla battaglia, dove Setne ha evocato la dea Nekhbet, che viene subito messa al riparo dai semidei mentre Carter e Sadie tengono occupato il mago; tutti assieme decidono che Percy ospiterà Nekhbet, così da formare una combinazione potente di magia greca ed egizia, mentre gli altri organizzeranno una trappola per fermare Setne. Percy si getta all'attacco, e grazie ad Annabeth, che inizia a leggere il Libro di Thot in egiziano antico, i ragazzi sconfiggono Setne. 
Alla fine dello scontro, i ragazzi concordano sul fatto che non si rivedranno e non si ricontatteranno più tranne che in casi di estrema necessità.